# Médaille du 100e anniversaire de la police azerbaïdjanaise

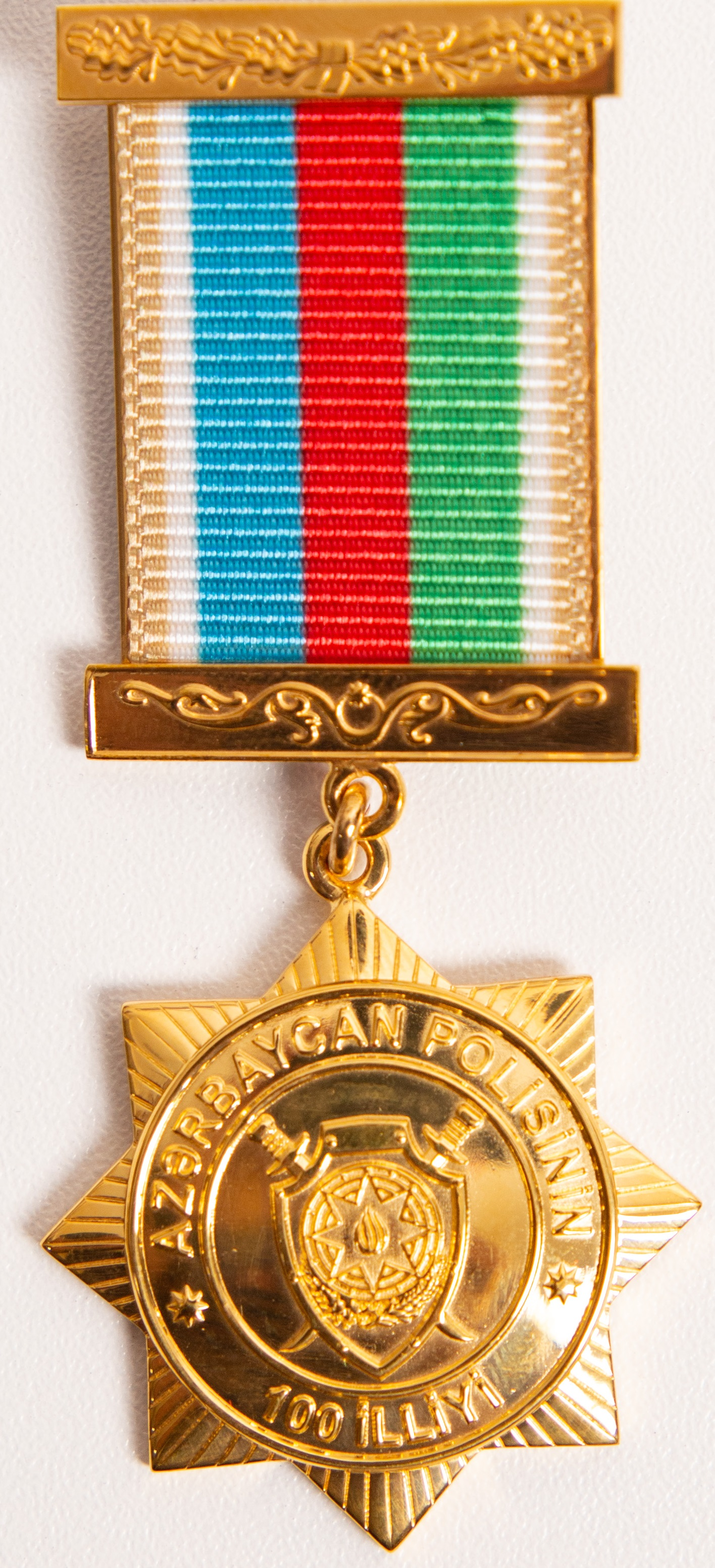
Médaille du de la police azerbaïdjanaise.

La médaille du 100e anniversaire de la police azerbaïdjanaise (en azéri : Azərbaycan Polisinin 100 illiyi (1918-2018) yubiley medalı) est une récompense d'État de l'Azerbaïdjan. Cette récompense est établie le 2 octobre 2017, conformément à la loi no 790-VQD.

## Description de la médaille
Les médailles du 100e anniversaire de la police azerbaïdjanaise (1918-2018) sont décernées aux employés ayant exercé des fonctions exemplaires dans les organes des affaires intérieures, obtenu des résultats élevés dans le service, des anciens combattants, des personnes prenant une part active à la lutte contre la criminalité, assurant la sécurité publique, et ayant des mérites particuliers dans le développement des corps de police.
La médaille du 100e anniversaire de la police azerbaïdjanaise (1918-2018) est portée sur le côté gauche de la poitrine et, s'il y a d'autres ordres et médailles de la République d'Azerbaïdjan, elle est placée après la médaille du 95e anniversaire des Forces armées de la République d'Azerbaïdjan (1918-2013).